# 信濃川上站
信濃川上站（日语：／ Shinano-Kawakami eki */?）是位於長野縣南佐久郡川上村，東日本旅客鐵道（JR東日本）的小海線車站。根據公益財團法人國土地理協會的文獻中指出，此站的海拔是1,138米，週刊朝日百科的文獻中指出是1,135.3米。若以1,138米計算，此站為JR所有的車站中排名第5高的車站。

## 歷史
此站曾設有貨物起卸業務，並運送高原蔬菜。
- 1935年（昭和10年）
  - 1月16日：國鐵小海北線佐久海之口站至此站之間開通[1][4]。為旅客車站[3]。為旅客和貨物車站。
  - 11月29日：隨著清里站至此站之間開通，小海北線和小海南線合併成為小海線。
- 1978年（昭和53年）9月22日：終止貨物起卸業務[5]。
- 1987年（昭和62年）4月1日：伴隨國鐵分割民營化，車站由東日本旅客鐵道（JR東日本）營運[5]。
- 1991年（平成3年）[6]3月16日：成為簡易委託車站。
- 2010年（平成22年）7月12日：月台上蓋開始使用[7]。

## 車站構造
此站是設有1面2線島式月台的地面車站和簡易委託車站。月台寬度較狹窄並設有上蓋。在當地居民要求下，川上村支付建設費建設以「源流之里待合」為名的上蓋，並在2010年7月12日開始使用。上蓋柱和橫樑使用該村特產的落葉松。月台與站房之間透過站內平交道連接。

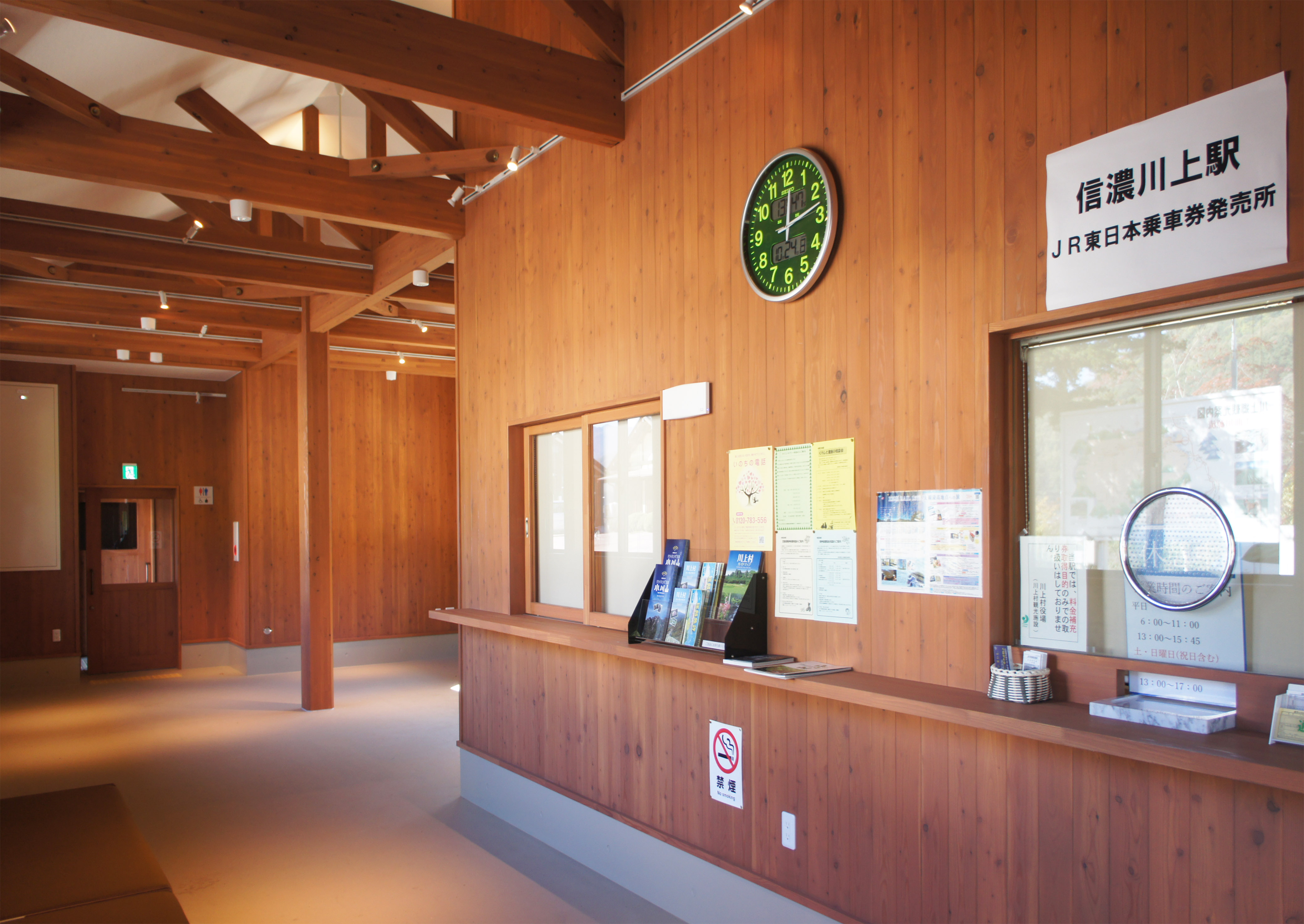
車站大廳（2021年10月）
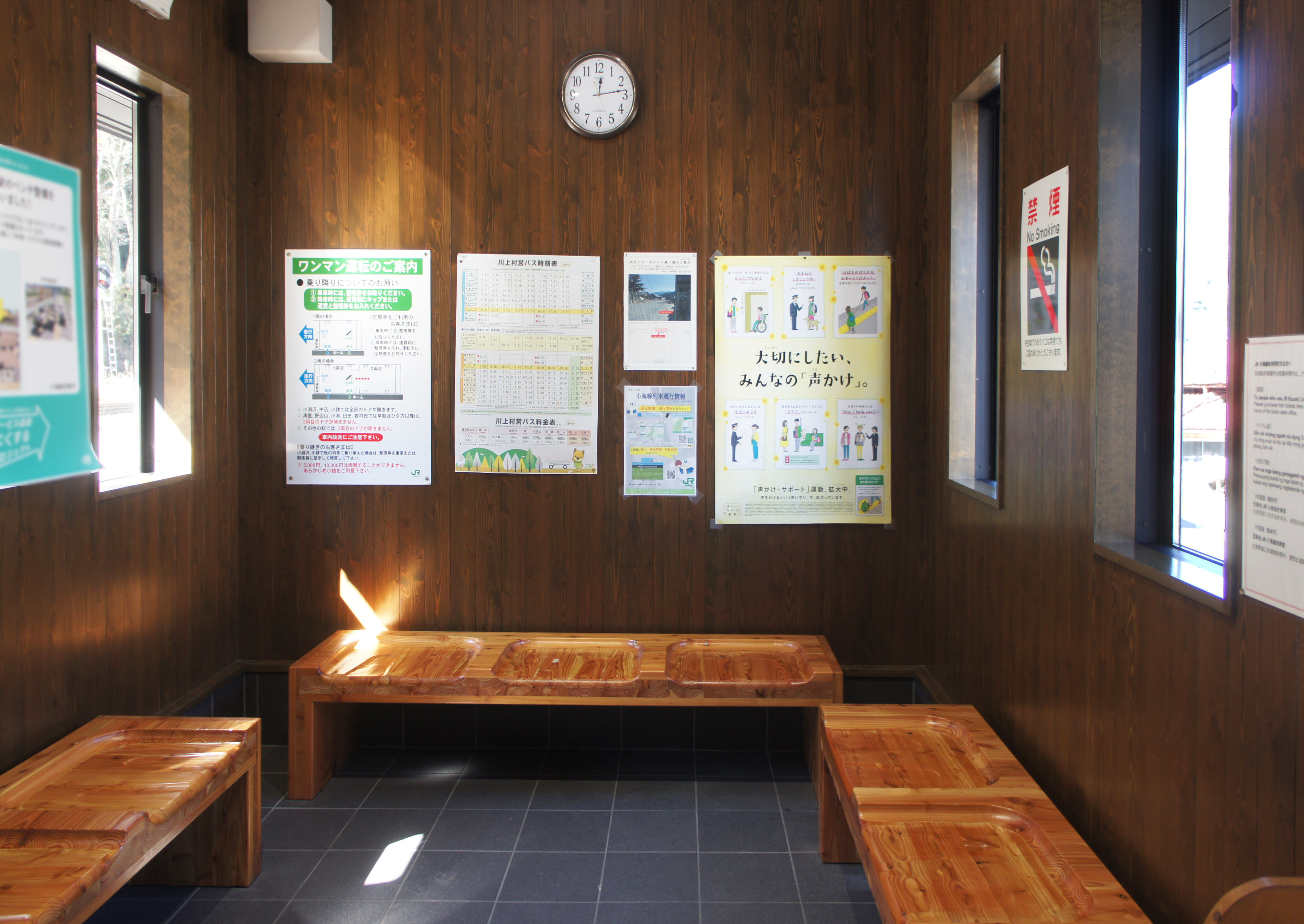
候車室內（2021年10月）
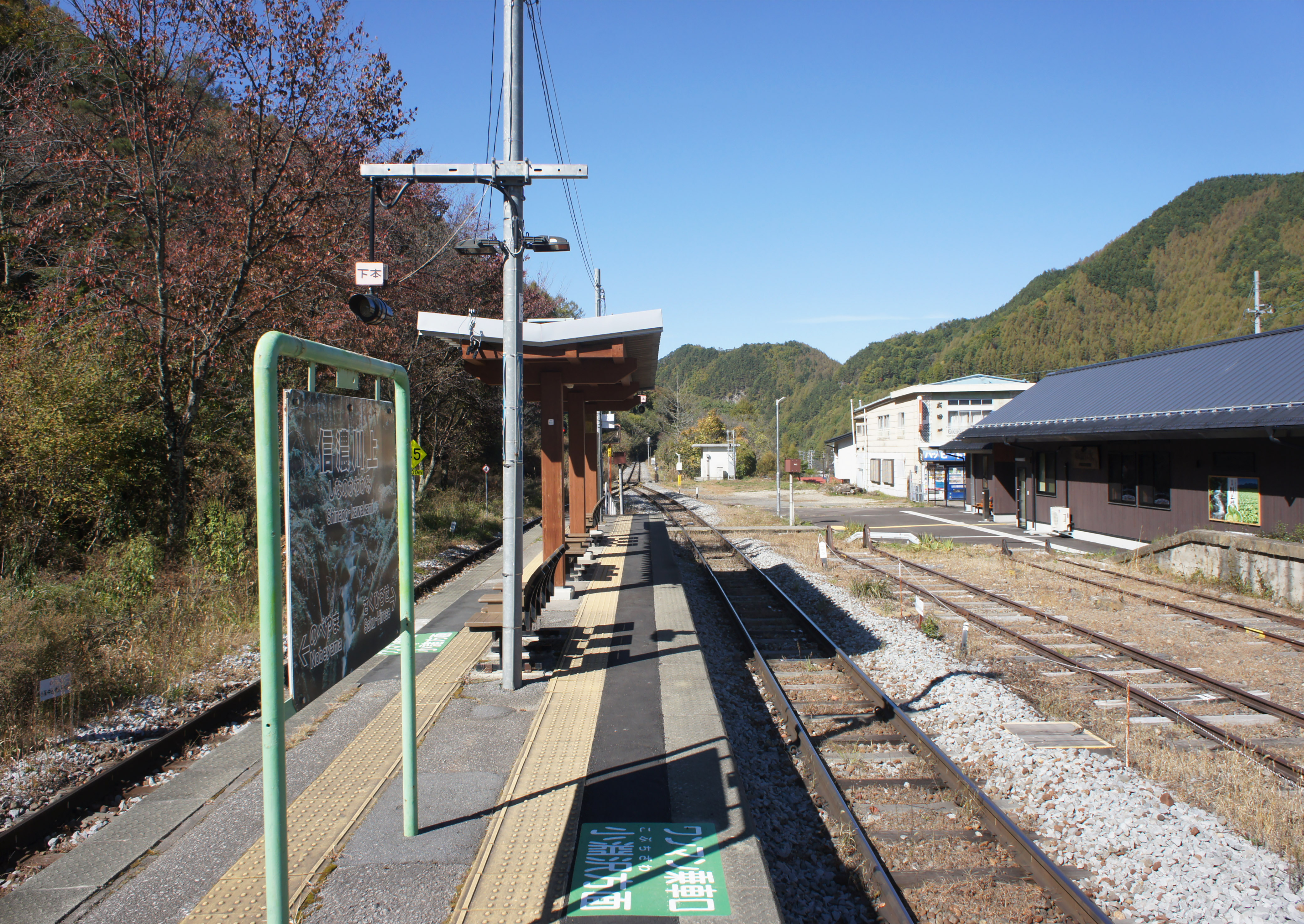
月台（2021年10月）
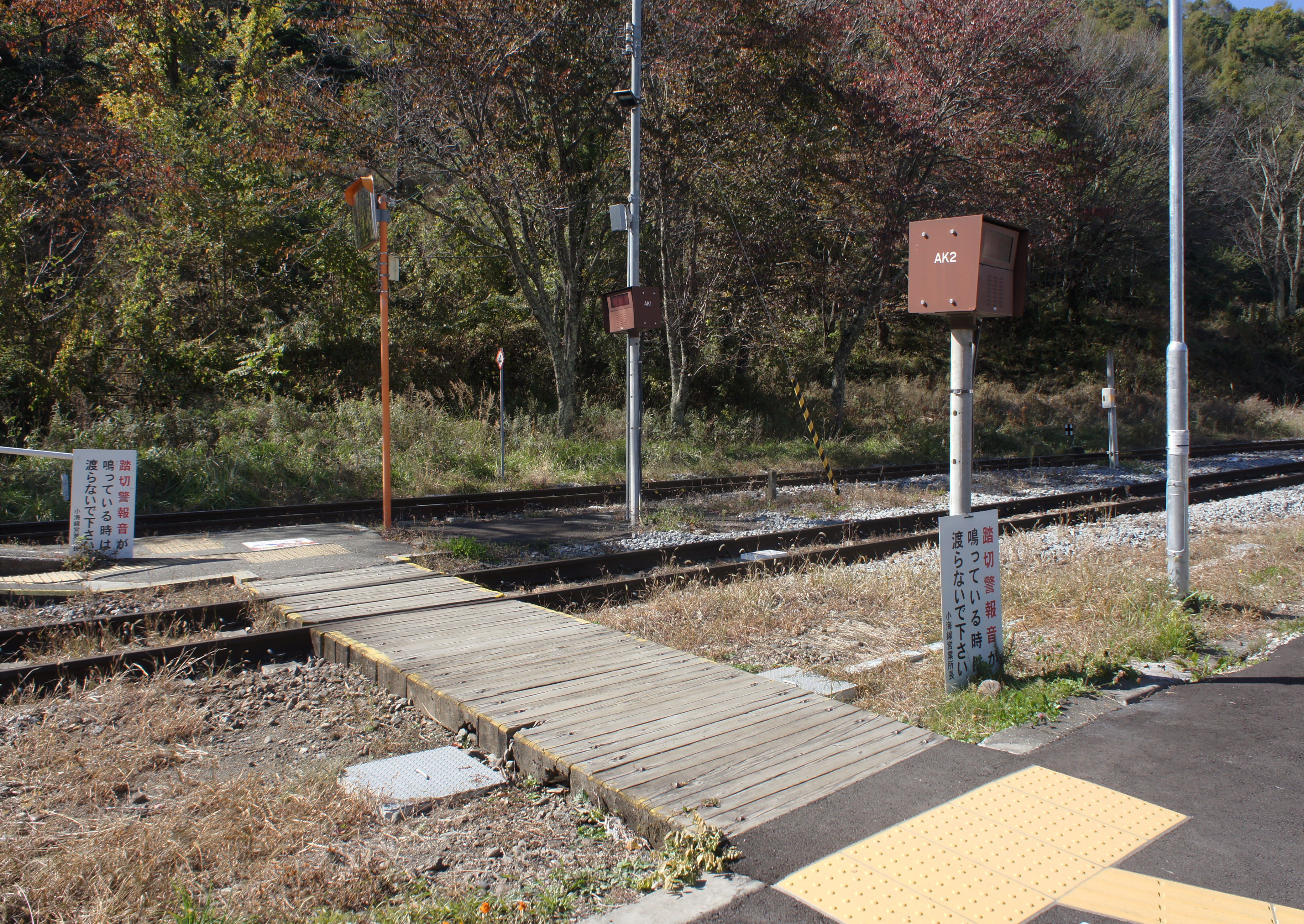
平交道（2021年10月）

### 月台
| 月台         | 路線    | 上下行 | 方向             |
| ------------ | ------- | ------ | ---------------- |
| 車站大樓一方 | ■小海線 | 上行   | 小淵澤方向       |
| 車站大樓對面 | ■小海線 | 下行   | 佐久平、小諸方向 |

參考
在旅客資訊上沒有安排月台編號。

## 使用狀況
根據「JR東日本」資料，在2019年度（令和元年度）的1日平均乘車人次為112人。
以下為近年乘車人次變化：
| 乘車人次變化       | 乘車人次變化     | 乘車人次變化    |
| 年度               | 1日平均 乘車人次 | 參考資料        |
| ------------------ | ---------------- | --------------- |
| 2000年（平成12年） | 174              | [ 利用客数 2 ]  |
| 2001年（平成13年） | 170              | [ 利用客数 3 ]  |
| 2002年（平成14年） | 161              | [ 利用客数 4 ]  |
| 2003年（平成15年） | 153              | [ 利用客数 5 ]  |
| 2004年（平成16年） | 151              | [ 利用客数 6 ]  |
| 2005年（平成17年） | 154              | [ 利用客数 7 ]  |
| 2006年（平成18年） | 144              | [ 利用客数 8 ]  |
| 2007年（平成19年） | 148              | [ 利用客数 9 ]  |
| 2008年（平成20年） | 141              | [ 利用客数 10 ] |
| 2009年（平成21年） | 126              | [ 利用客数 11 ] |
| 2010年（平成22年） | 127              | [ 利用客数 12 ] |
| 2011年（平成23年） | 123              | [ 利用客数 13 ] |
| 2012年（平成24年） | 118              | [ 利用客数 14 ] |
| 2013年（平成25年） | 108              | [ 利用客数 15 ] |
| 2014年（平成26年） | 110              | [ 利用客数 16 ] |
| 2015年（平成27年） | 110              | [ 利用客数 17 ] |
| 2016年（平成28年） | 112              | [ 利用客数 18 ] |
| 2017年（平成29年） | 120              | [ 利用客数 19 ] |
| 2018年（平成30年） | 121              | [ 利用客数 20 ] |
| 2019年（令和元年） | 112              | [ 利用客数 1 ]  |

## 車站周邊
- 千曲川

### 巴士路線
- 川上村營巴士
  - 樋澤野邊山 - 川上站 - 梓山 - 川端下

## 其他
此站是JR東日本「成人之假日倶樂部」長野縣「高原列車篇」編的電視廣告和廣告拍攝場地。在車站櫃臺中展出了吉永小百合和車站職員的相關圖片。

## 相鄰車站
東日本旅客鐵道（JR東日本）
■小海線
野邊山－信濃川上－佐久廣瀨

## 注腳

### 使用狀況
1. 1 2  各駅の乗車人員（2019年度） （页面存档备份，存于）（日語） 東日本旅客鐵道
2. ↑  各駅の乗車人員（2000年度） （页面存档备份，存于）（日語） 東日本旅客鐵道
3. ↑  各駅の乗車人員（2001年度） （页面存档备份，存于）（日語） 東日本旅客鐵道
4. ↑  各駅の乗車人員（2002年度） （页面存档备份，存于）（日語） 東日本旅客鐵道
5. ↑  各駅の乗車人員（2003年度） （页面存档备份，存于）（日語） 東日本旅客鐵道
6. ↑  各駅の乗車人員（2004年度） （页面存档备份，存于）（日語） 東日本旅客鐵道
7. ↑  各駅の乗車人員（2005年度） （页面存档备份，存于）（日語） 東日本旅客鐵道
8. ↑  各駅の乗車人員（2006年度） （页面存档备份，存于）（日語） 東日本旅客鐵道
9. ↑  各駅の乗車人員（2007年度） （页面存档备份，存于）（日語） 東日本旅客鐵道
10. ↑  各駅の乗車人員（2008年度） （页面存档备份，存于）（日語） 東日本旅客鐵道
11. ↑  各駅の乗車人員（2009年度） （页面存档备份，存于）（日語） 東日本旅客鐵道
12. ↑  各駅の乗車人員（2010年度） （页面存档备份，存于）（日語） 東日本旅客鐵道
13. ↑  各駅の乗車人員（2011年度） （页面存档备份，存于）（日語） 東日本旅客鐵道
14. ↑  各駅の乗車人員（2012年度） （页面存档备份，存于）（日語） 東日本旅客鐵道
15. ↑  各駅の乗車人員（2013年度） （页面存档备份，存于）（日語） 東日本旅客鐵道
16. ↑  各駅の乗車人員（2014年度） （页面存档备份，存于）（日語） 東日本旅客鐵道
17. ↑  各駅の乗車人員（2015年度） （页面存档备份，存于）（日語） 東日本旅客鐵道
18. ↑  各駅の乗車人員（2016年度） （页面存档备份，存于）（日語） 東日本旅客鐵道
19. ↑  各駅の乗車人員（2017年度） （页面存档备份，存于）（日語） 東日本旅客鐵道
20. ↑  各駅の乗車人員（2018年度） （页面存档备份，存于）（日語） 東日本旅客鐵道

## 外部連結
- 車站資訊（信濃川上）：東日本旅客鐵道（日語）